# Saint-Martin-du-Limet
Saint-Martin-du-Limet é uma comuna francesa na região administrativa da Pays de la Loire, no departamento de Mayenne. Estende-se por uma área de 12,36 km². Em 2010 a comuna tinha 446 habitantes (densidade: 36,1 hab./km²).